# Фетиев, Ханлар Нуру оглы
Ханлар Нуру оглы Фетиев (азерб. Fətiyev Xanlar Nuru oğlu; род. 15 января 1972, Баку) — азербайджанский государственный деятель. Депутат Милли Меджлиса Азербайджана IV, V, VII созывов. Президент Федерации плавания Азербайджана (до 2025).

## Биография
Ханлар Нуру оглы Фетиев родился 15 января 1972 года в г. Баку. Окончил факультет промышленного и гражданского строительства Азербайджанского университета архитектуры и строительства.
С 1988 года являлся рабочим, мастером второго передвижного механизированного отряда «Азертрансгаз».
С 1990 по 1991 год — инженер по производству и экономике, с 1992 по 1994 год — председатель кооператива «Бетонщик».
С 1994 по 1997 год являлся главой малого предприятия «Эльруз». С 1997 по 2003 год —директор фирмы «Avestas». С 2003 по 2004 год — генеральный директор ООО «Aznur».
Директор Гянджинского автомобильного завода (с 2004). Председатель Наблюдательного совета Гянджинского автомобильного завода.
Член партии «Новый Азербайджан».
Депутат Национального собрания Азербайджана IV, V и VII созывов.
Глава рабочей группы межпарламентских связей Азербайджан — Австралия. Член Комитета Милли Меджлиса Азербайджанской Республики по аграрной политике, член Комитета Милли Меджлиса Азербайджанской Республики по региональным вопросам.
Член делегации Парламента Азербайджана в Межпарламентской Ассамблее государств – участников Содружества Независимых Государств и межпарламентской комиссии по сотрудничеству Милли Меджлиса Азербайджанской Республики и Государственной Думы Федерального Собрания Российской Федерации
Президент Федерации плавания Азербайджана (по 18 января 2025).
Председатель Гянджинской региональной футбольной федерации.

## Награды
- Орден Почёта (22 октября 2015 года, Белоруссия) —  за значительный личный вклад в укрепление и развитие торгово-экономических отношений между Республикой Беларусь и Азербайджанской Республикой[5].
- Почётная грамота Совета Министров Республики Беларусь (24 июня 2013 года) — за большой личный вклад в укрепление и развитие торгово-экономических и гуманитарных связей между Республикой Беларусь и Азербайджанской Республикой[6].
- Почётная грамота Национального собрания Республики Беларусь (19 августа 2014 года) — за заслуги в укреплении межгосударственных и межпарламентских связей между Республикой Беларусь и Азербайджанской Республикой[7].
- Орден «Содружество» (29 ноября 2018 года, Межпарламентская ассамблея СНГ) — за активное участие в деятельности Межпарламентской Ассамблеи и её органов, вклад в укрепление дружбы между народами государств — участников Содружества Независимых Государств[8].
- Медаль «За укрепление парламентского сотрудничества» (16 апреля 2015 года, Межпарламентская ассамблея СНГ) — за особый вклад в развитие парламентаризма, укрепление демократии, обеспечение прав и свобод граждан в государствах — участниках Содружества Независимых Государств[9].
- Медаль «МПА СНГ. 25 лет» (27 марта 2017 года, Межпарламентская ассамблея СНГ) — за заслуги в деле развития и укрепления парламентаризма, за вклад в развитие и совершенствование правовых основ функционирования Содружества Независимых Государств, укрепление международных связей и межпарламентского сотрудничества[10].
- Почётная грамота Совета МПА СНГ (24 ноября 2016 года, Межпарламентская ассамблея СНГ) — за активное участие в деятельности Межпарламентской Ассамблеи и её органов, вклад в укрепление дружбы между народами государств — участников Содружества Независимых Государств[11].